# Национална печатница (Бразилия)
Национална печатница (на португалски: Imprensa Nacional) е орган на федералното правителство в Бразилия, негово официално издателство, чиято основна дейност е публикуването на Официалния вестник на Съюза и стопанисването на Музея на печата. Представлява част от административната структура на Главния секретариат на президентството.

## История
Историята на Националната печатница датира от началото на XIX век, когато кралският двор на Португалия резидира в Бразилия по време на Наполеоновите войни. На 13 май 1808 г. с декрет на принца регент Жуао в Рио де Жанейро е създадена Придворна печатница, която трябва да публикува всички актове на властта – цялото законодателство, дипломатически документи от различните кралски служби – и всякакви други произведения. Първоначално печатницата е поставена на подчинение на Секретариата за външните работи и войната, а основаването ѝ бележи края на дългата забрана за отваряне на печатници в Бразилия, която действа през колониалния период. На следващата година излиза и първият брой на първия вестник в Бразилия – Вестник на Рио де Жанейро (Gazeta do Rio de Janeiro). След като Педро I провъзгласява независимостта на Бразилия от португалската корона, Придворната печатница става официална печатница на властта в Бразилия. През 1862 г. по идея на маркиз Де Олинда, първи министър на империята, всички нормативни актове на властта започват да се публикуват в Официален вестник.
През 1877 г. е открит Дворецът на печата, който е специално проектиран да помещава Придворната печатница и цялата типографска техника, която тя притежава. На 15 септември 1911 г. пожар нанася сериозни щети на сградата, унищожавайки и част от историческата ѝ колекция, в това число и архива с документи и публикации на печатницата.
През 1940 г. Жетулиу Варгас открива ново седалище на печатницата, което заменя предишната, вече остаряла сграда. От 1994 г. Националната печатница започва да използва и електронни ресурси.
На 13 май 1982 г. е създаден и Музеят на печата, чиито колекции илюстрират историята на печата в Бразилия. Мзеят провежда ежегоден конкурс, организиран в три модула: илюстрации, редактиране и статии.
От 2017 г. Националната печатница започва да издава Списание на Националната печатница, чиято редакционна линия е фокусирана върху новите процеси, форми и технологии в областта на разпространението, публикуването и комуникацията в публичния и в частния сектор. Достъпът до информация (прозрачността) за гражданите, подобряването на обществената комуникация, примери, които вече са приети в други страни, напредъкът в областта на информационните технологии, човешките ресурси и управлението са теми от основен интерес за изданието.

## Галерия
- Гравюра на стария дворец, в който се е помещавала Националната печатница в Рио де Жанейро.[8].
- Лого на Националната печатница, върху което е избразена сградата, открита през 1940 г.
- Паметно издание – факсимилие на Бразилската конституция от 1891, отпечатано от Националанта печатница.
- Паметно издание за Централната железопътна линия на Бразилия (Estrada de Ferro Central do Brasil), публикувано от Националната пчатница през 1908
- Пощенска картичка от 1905 г. със стария Дворец на печата
- Брошура със Закона за националните символи на Бразилия от 1942 г.
- Проект на Конституция на Бразилската империя, отпечатан през 1823 г.